# Pohoří na Šumavě
Pohoří na Šumavě este o arie protejată (sit de importanță comunitară — SCI) din Republica Cehă întinsă pe o suprafață de 156,88 ha, integral pe uscat.

## Localizare
Centrul sitului Pohoří na Šumavě este situat la coordonatele 48°36′41″N 14°40′53″E / 48.611389°N 14.681389°E.

## Înființare
Situl Pohoří na Šumavě a fost declarat sit de importanță comunitară în noiembrie 2009 pentru a proteja un număr necunoscut de specii din flora spontană și fauna sălbatică aflate în arealul zonei.

## Biodiversitate
Situată în ecoregiunea continentală, aria protejată conține 5 habitate naturale: Mlaștini turboase de tranziție și turbării mișcătoare, Păduri acidofile de Picea de la nivel montan la nivel alpin (Vaccinio-Piceetea), Turbării active, Formațiuni ierboase bogate în specii de Nardus, dezvoltate pe substraturi silicioase în zone montane (și în zone submontane, în Europa continentală), Mlaștini împădurite.
La baza desemnării sitului se află un număr nedeclarat de specii protejate.